# Marriage
Marriage és una sèrie dramàtica de televisió britànica del 2022, protagonitzada per Nicola Walker i Sean Bean com a parella casada en una relació domèstica a llarg termini. Va ser creada, escrita i dirigida per Stefan Golaszewski. La sèrie de quatre parts es va estrenar el 14 d'agost de 2022 a BBC One. Simultàniament, es va incorporar al catàleg de la plataforma BBC iPlayer. S'ha doblat i subtitulat al català per a FilminCAT.

## Repartiment
- Sean Bean com a Ian, el marit de l'Emma que recentment ha estat acomiadat
- Nicola Walker com a Emma, advocada, dona de l'Ian
- Chantelle Alle com a Jessica, cantant, filla adoptiva de l'Ian i l'Emma
- Henry Lloyd-Hughes com a Jamie, el cap dd l'Emma
- Jack Holden com a Adam, productor discogràfic, xicot abusiu de la Jessica
- James Bolam com a Gerry, el pare de l'Emma
- Makir Ahmed com a Mike, el col·lega de l'Emma
- Kath Hughes com a Claire, la col·lega d'Emma
- Ella Augustin com a Maxine, una empleada del centre d'oci local
- Hector Hewer com a Kieran, un empleat del centre d'oci local
- Shona McHugh com a Emily, una empleada de l'empresa de la Jamie que té experiència laboral
- Kemal Sylvester com a Paul, el germà de l'Emma
- Miles Barrow com a Mark, un empleat d'un restaurant que es converteix en amic amb la Jessica

## Producció
El setembre de 2021, es va anunciar que la BBC havia encarregat el nou drama a Golaszewski, protagonitzat per Walker i Bean. Va ser una coproducció entre The Forge i The Money Men, en associació amb All3Media International.
El tema "Partita for 8 Voices: No 1, Allemande" es tracta d'una obra a cappella de la compositora estatunidenca Caroline Shaw.

## Llista d'episodis
| Núm. | Títol | Direcció           | Guió               | Data d'emissió original |
| ---- | ----- | ------------------ | ------------------ | ----------------------- |
| 1    | «1.1» | Stefan Golaszewski | Stefan Golaszewski | 14 d'agost de 2022      |
| 2    | «1.2» | Stefan Golaszewski | Stefan Golaszewski | 15 d'agost de 2022      |
| 3    | «1.3» | Stefan Golaszewski | Stefan Golaszewski | 21 d'agost de 2022      |
| 4    | «1.4» | Stefan Golaszewski | Stefan Golaszewski | 22 d'agost de 2022      |

## Rebuda
La sèrie va rebre majoritàriament molt bones ressenyes de la crítica i comentaris diversos dels espectadors. The Telegraph va elogiar el primer episodi i li va donar cinc estrelles sobre cinc. Ben East de Metro, de la mateixa manera, va elogiar el primer episodi i li va donar quatre estrelles. Rebecca Nicholson per a The Guardian va donar al primer episodi quatre de cada cinc estrelles, i va comentar: "Hi ha un realisme perfecte en la manera com aquests personatges parlen sense dir res realment, i després expressen el que realment volen dir sense dir res". Està fet de forma molt intel·ligent. El crític Toni de la Torre va escriure a El Temps: «[construeix] una narració d’un realisme extrem que s’agafa al costumisme com a única eina per explicar uns personatges que són extensions dels silencis que abunden en tantes famílies i a més ho fa amb un càlcul impecable dels tempos amb què es revela tot el que aguanten».
Per contra, Nick Hilton, escrivint per a The Independent, va donar a Marriage dues de cinc estrelles, i va afegir que el programa "t'avorriria fins a les llàgrimes".